# Necrologio di Johann Sebastian Bach
«Nekrolog» è il nome con cui è noto il necrologio di Johann Sebastian Bach, pubblicato quattro anni dopo la morte del compositore.

## Storia della sua pubblicazione
Il «Nekrolog» comparve nell'ultimo volume della Musikalische Bibliothek di Lorenz Christoph Mizler, una serie di pubblicazioni di argomento musicale  edite fra il 1736 e il 1754. La Musikalische Bibliothek era l'organo della Correspondierende Societät der musicalischen Wissenschaften (Società per corrispondenza di scienze musicali) della quale anche Bach fu membro dal 1747. Il «Nekrolog» fu inserito nel Volume 4, Parte I,  del 1754, ed era il terzo di tre necrologi di membri della Società. Sebbene gli autori dell'articolo non siano indicati, si sa che fu scritto dal figlio di Bach Carl Philipp Emanuel e da Johann Friedrich Agricola, uno dei suoi allievi più dotati.

## Contenuto
Il «Nekrolog» contiene alcune notizie sui membri della famiglia Bach e suoi luoghi in cui vissero, un elenco di composizioni, e il racconto di alcuni aneddoti della vita di Bach. L'omaggio funebre è concluso da alcuni versi in memoria del compositore.

### Antenati e musicisti della famiglia Bach
In primo luogo si ricordano alcuni degli antenati di Bach, soffermandosi in particolare sui numerosi compositori della famiglia, e aggiungendo dettagli sulle loro composizioni (pp. 158–160).

### Eisenach– Ohrdruf– Lüneburg
Segue una descrizione degli anni giovanili di Bach a Eisenach, del suo soggiorno dal fratello maggiore Johann Christoph, organista, che lo ospitò a Ohrdruf dopo la morte dei genitori, e del periodo in cui fu studente e corista a Lüneburg (pp. 160–162). Secondo gli autori, Bach andò a Lüneburg dopo la morte del fratello, ma ricerche successive hanno messo in luce come il fratello fosse morto più di vent'anni dopo.
Di questi anni è ricordato in particolare l'episodio in cui il giovane Bach fu rimproverato per aver copiato in segreto un manoscritto del fratello (pp. 160–161).

#### 1703-1723
Più oltre Bach è seguito nel suo primo incarico come musicista (pp. 162–166). A questi anni risale l'aneddoto ambientato durante un soggiorno a Dresda secondo il quale Bach avrebbe proposto una competizione musicale al celebre organista francese Louis Marchand, ma questi per timore del risultato fuggì dalla città all'alba del giorno fissato per la disputa (pp. 163–165).

#### Gli anni di Lipsia e la visita a Federico il Grande
La descrizione dell'ultimo incarico musicale di Bach come Thomascantor a Lipsia è piuttosto breve, e lascia maggiore spazio al racconto della sua visita a Federico il Grande nel Castello di Sans-Souci a Potsdam nel 1747, concludendosi con la morte del compositore nel 1750 (pp. 166–167).

### Elenco delle opere
Alle note biografiche fa seguito un elenco delle opere edite durante la vita del compositore, che tuttavia omette le cantate stampate a Mühlhausen e i Lieder e le arie stampate nel cosiddetto Schemelli Gesangbuch (pp. 167–168). L'elenco delle opere inedite che segue è assai poco dettagliato (pp. 168–169) e sembra ben più ampio del reale, a meno che non sia una chiara indicazione del numero di opere di Bach che sono andate perdute.

### Matrimonio e figli
Il paragrafo successivo è dedicato ai due matrimoni di Bach e ai suoi figli.(pp. 169–170).

### Importanza come compositore
Il racconto termina con un ritratto di Bach come musicista e del suo significato come compositore. Le ultime righe sono dedicate al suo carattere.(pp. 170–173).

### Poesia
L'epilogo contiene una poesia in memoria di Bach (pp. 173–176).

## Accoglienza
A causa della scarsità di notizie dettagliate circa la vita di Bach o di sue lettere, e considerata l'assenza di suoi scritti teorici, il «Nekrolog» rivestì un ruolo determinante per i suoi biografi. Nell'introduzione alla prima autorevole biografia pubblicata a fine Ottocento,  Philipp Spitta lo cita come una delle poche biografie credibili. Anche nel Novecento, i biografi hanno continuato a citarlo come una fonte primaria per il loro lavoro.